# Eviota pardalota
Eviota pardalota es una especie de peces de la familia de los Gobiidae en el orden de los Perciformes.

## Morfología
Los machos pueden llegar a alcanzar los 2,2 cm de longitud total.

## Distribución geográfica
Se encuentra desde el Mar Rojo hasta el Golfo Pérsico.

## Observaciones
Es inofensivo para los humanos.